# Roodbruin netpluimpje
Het roodbruin netpluimpje (Stemonitis axifera) is een soort slijmzwam. Het leeft saprotroof op hout.

## Kenmerken

### Uiterlijke kenmerken
De sporangia (vruchtlichamen) groeien in dichtbevolkte groepen. Ze zijn licht roestbruin van kleur, hebben een steel en hebben een cilindrische vorm. De steel is soms naar buiten gebogen, waardoor de contouren van de groep halfbolvormig lijken. De sporocarpen zijn voornamelijk aan de onderkant spindelvormig versmald. Ze worden 4 tot 10 mm hoog en 0,3 tot 0,6 mm breed. De totale hoogte met de steel is 6-18 mm.
Het hypothallus (dunne ondergrond) is gemeenschappelijk voor de groep en heeft een zilverachtige glans. In doorschijnend licht lijkt het naar de punt van de steel toe bruin tot donkerbruin en heeft het een vezelige structuur. Naar de rand toe is het lichtbruin tot bijna kleurloos, doorschijnend en nauwelijks gestructureerd. De steel is hol en lijkt op paardenhaar. Hij is 2-8 mm breed en trechtervormig verwijd aan de basis. Hij is zwart en glanzend, in doorschijnend licht donkerroodbruin tot ondoorzichtig zwart. Het peridium (omhulling) verdwijnt snel en is daarom niet waarneembaar. De columella (verlenging van de steel) reikt tot aan de top van de sporocarp, waarbij hij geleidelijk smaller wordt naarmate hij hoger wordt. Hij is ondoorzichtig zwart en lijkt in doorschijnend licht zwartbruin tot zwart. 

### Microscopische kenmerken
Het capillitium komt voort uit de hele columella en vormt een driedimensionaal netwerk dat in doorschijnend licht bruin tot donkerbruin lijkt. Er worden 2 tot 3 mazen gevormd tot aan het buitenste gebied. De individuele draden zijn 2 tot 6 µm dik, maar soms dunner en vezelachtig.

## Verspreiding
De soort wordt wereldwijd verspreid en komt vaak voor in Midden-Europa.
In Nederland komt het vrij algemeen voor.

## Groei
Stemonitis axifera heeft ongeveer 20 uur nodig om zijn vruchtlichamen te maken. Hiervan zijn acht uur nodig voor de inductie van de sporangia en de ontwikkeling van de steel en de columella, nog zes uur voor de sporocarpen om pigment te produceren en te rijpen, en nog eens zes uur totdat de sporen worden afgevoerd.

## Ecologie
De slijmzwam groeit op rottend hout. Wanneer de vruchtlichamen bestaan uit melkwitte sporangia, zijn ze een favoriete voedselbron voor Philomycus-slakken (mantelslakken), zoals P. carolinianus en P. flexuolaris. De naaktslakken komen 's nachts tevoorschijn van onder flappen schors en migreren naar meer blootgestelde gebieden aan de bovenkant van natte boomstammen, waarbij ze meer volwassen, gepigmenteerde vruchtlichamen omzeilen voor de jongere witte. De slakken eten de stelen van de sporangia van boven naar beneden. De voedingsvoorkeur van Philomycus-slakken voor onrijpe witte sporangia wordt niet gezien bij andere slakkensoorten.

## Parasieten
Stemonitis axifera wordt soms aangevallen door verschillende parasieten. Onder hen zijn bekende Acremonium sp. (Anamorfen van Nectriopsis candicans), Acrodontium myxomycetiocola, Gliocladium roseum, Verticillium rexianum en Mucor hiemalis.

## Taxonomie
De soort werd voor het eerst beschreven als Trichia axifera door Jean Baptiste François Pierre Bulliard in 1791. Thomas Huston MacBride bracht het in 1889 over naar het geslacht Stemonitis. Stemonitis fasciculata en Stemonitis smithii zijn synoniemen.